# 5月1日 (旧暦)
旧暦5月1日（きゅうれきごがつついたち）は、旧暦5月の1日目である。六曜は大安である。

## できごと
- 慶長7年（グレゴリオ暦1602年6月20日） - 徳川家康が諸大名に二条城造営を命じる

## 誕生日
- 慶長10年（グレゴリオ暦1605年6月17日） - 由井正雪、軍学者・慶安の変首謀者（+ 1651年）
- 享保18年（グレゴリオ暦1733年6月12日） - 円山応挙、画家（+ 1795年）

## 忌日
- 建治元年（ユリウス暦1275年5月27日） - 藤原為家、歌人（* 1198年）
- 天保9年（グレゴリオ暦1838年6月22日） - 橋本宗吉、蘭学者・大坂蘭学の始祖（* 1763年）